# Deutsche Schwimmmeisterschaften 1967
Die 79. Deutschen Meisterschaften im Schwimmen fanden 1967 in Essen statt.
| Disziplin           | Männer                | Männer        | Männer | Frauen            | Frauen               | Frauen |
| Disziplin           | Name                  | Verein        | Zeit   | Name              | Verein               | Zeit   |
| ------------------- | --------------------- | ------------- | ------ | ----------------- | -------------------- | ------ |
| 100 m Freistil      | Wolfgang Kremer       | SV Essen 06   |        | Ruth Langheinrich |                      |        |
| 200 m Freistil      | Hans Fassnacht        |               |        | Ruth Langheinrich |                      |        |
| 400 m Freistil      | Hans Fassnacht        |               |        | Margit Hettling   |                      |        |
| 1500 m Freistil     | Hans Fassnacht        |               |        |                   |                      |        |
| 100 m Brust         | Gregor Betz           |               |        | Uta Frommater     | Oldenburger SV       |        |
| 200 m Brust         | Klaus Barth           | BSC 85 Bremen |        | Uta Frommater     | Oldenburger SV       |        |
| 100 m Rücken        | Ernst-Joachim Küppers | SV Essen 06   | 1:04,1 | Doris Meister     |                      |        |
| 200 m Rücken        | Karl Butterbrodt      |               |        | Angelika Kraus    |                      |        |
| 100 m Schmetterling | Lutz Stoklasa         |               |        | Monika Rütten     |                      |        |
| 200 m Schmetterling | Lutz Stoklasa         |               |        | Helga Langenberg  |                      |        |
| 200 m Lagen         | Jürgen Schiller       | SV Essen 06   |        | Heli Matzdorf     | SV Blau Weiss Bochum |        |
| 400 m Lagen         | Michael Holthaus      | SV Essen 06   |        | Brigitte Lochter  | SC Poseidon Berlin   |        |